# Ferme de Montgarny
La ferme de Montgarny est une ferme située à Margival, en France.

## Localisation
La ferme est située sur la commune de Margival, dans le département de l'Aisne.

### Galerie

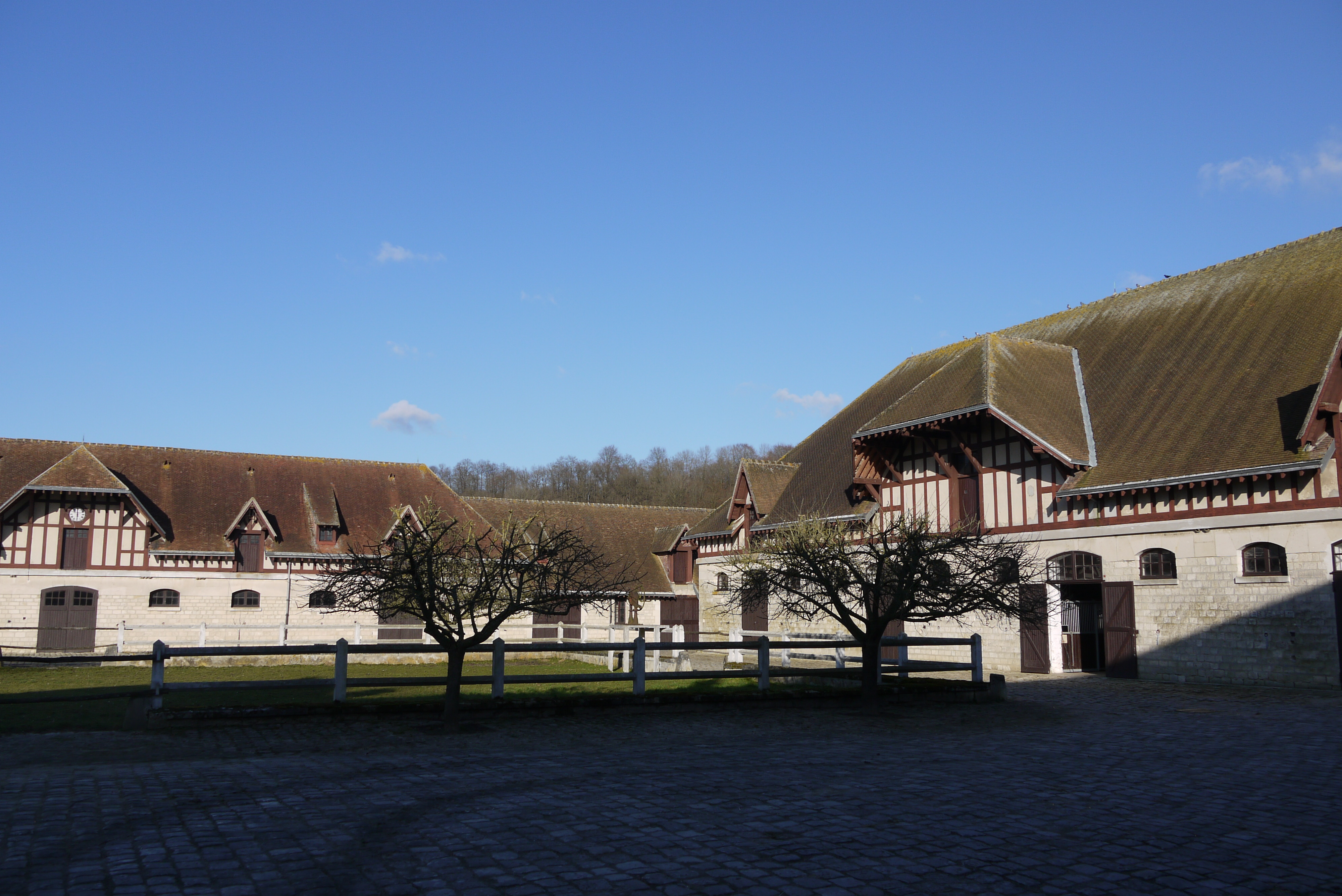
La cour de la ferme.
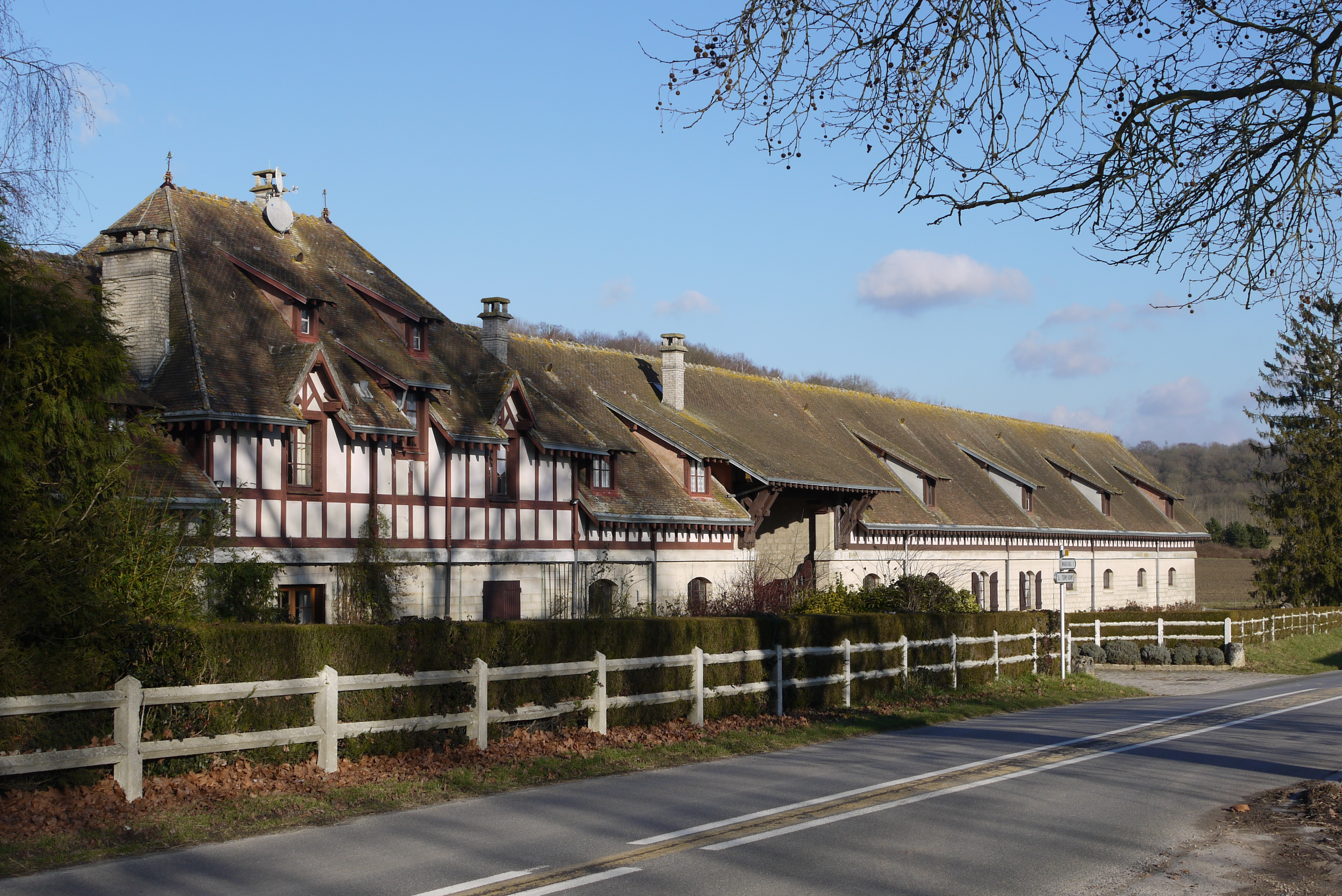
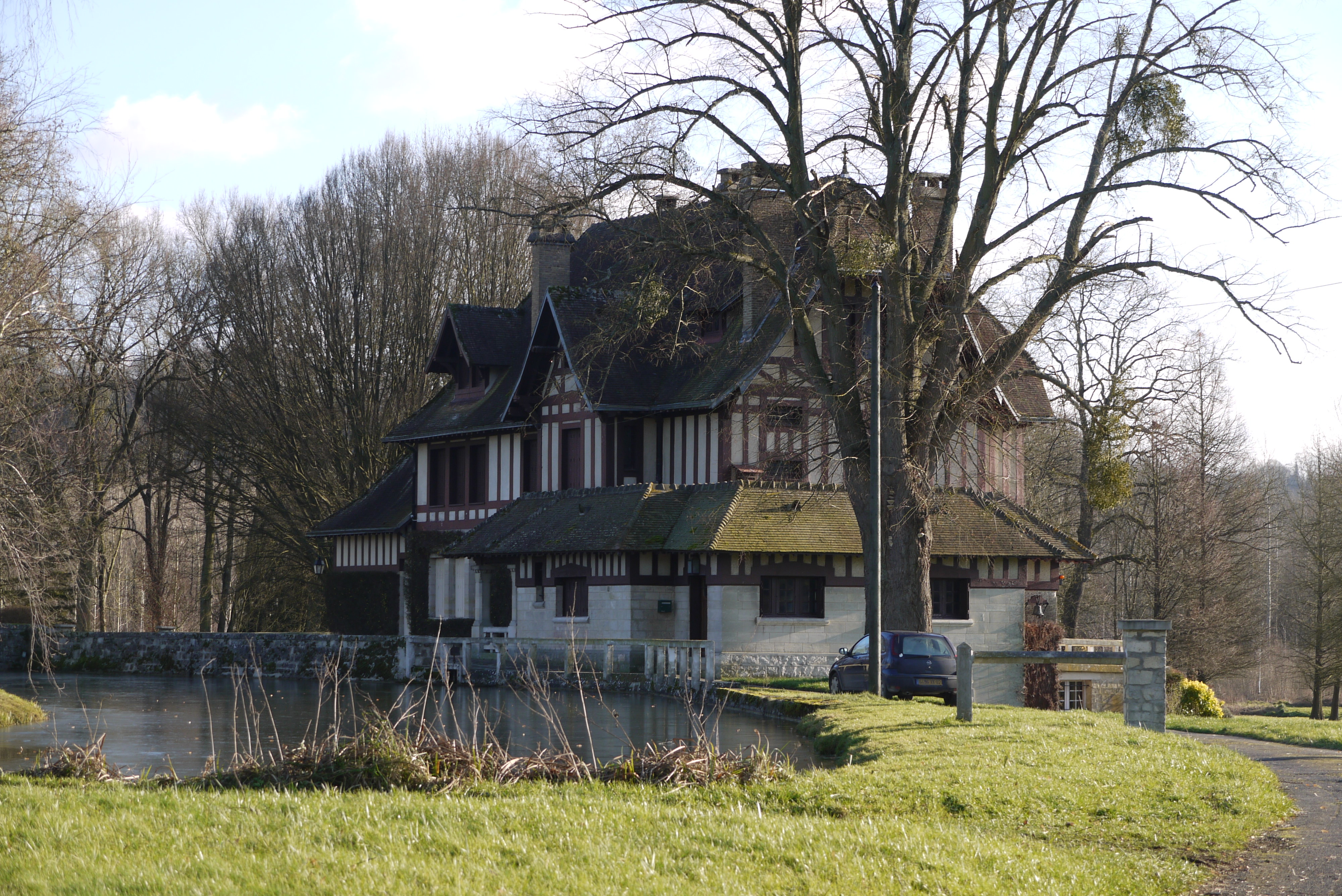
La demeure de maître au lieu-dit « le Moulin ».

## Historique

### Galerie

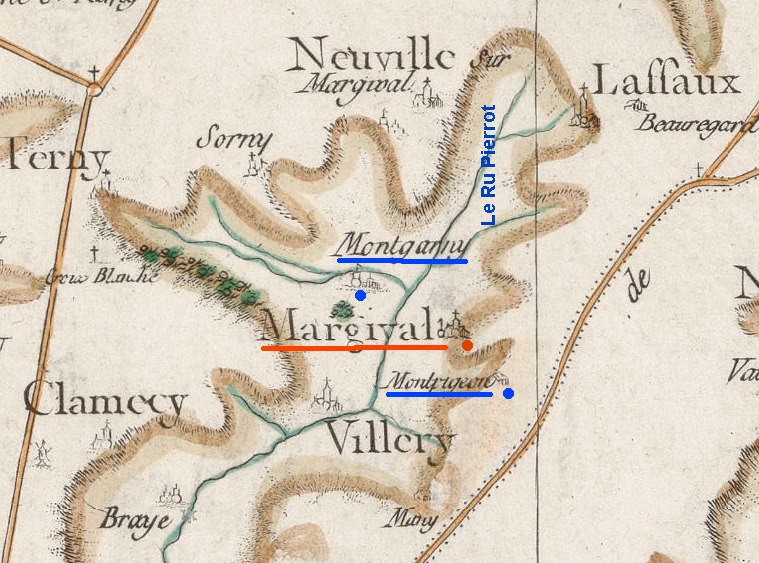
Carte de Cassini.
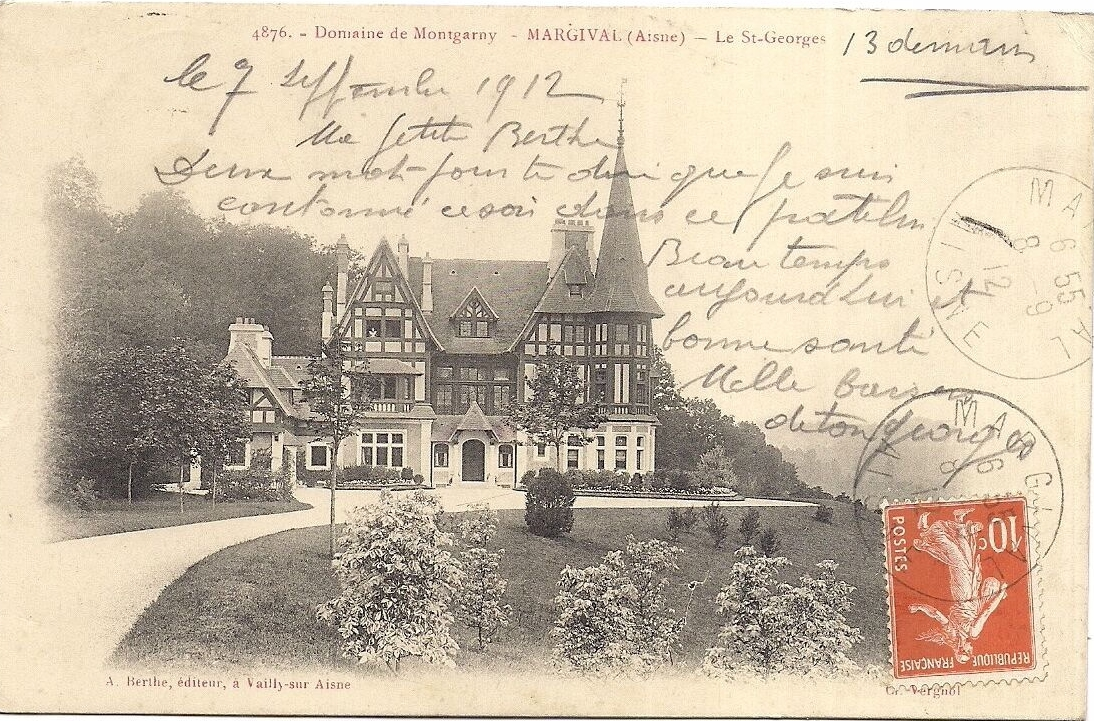
Le domaine de Montgarny avant sa destruction.
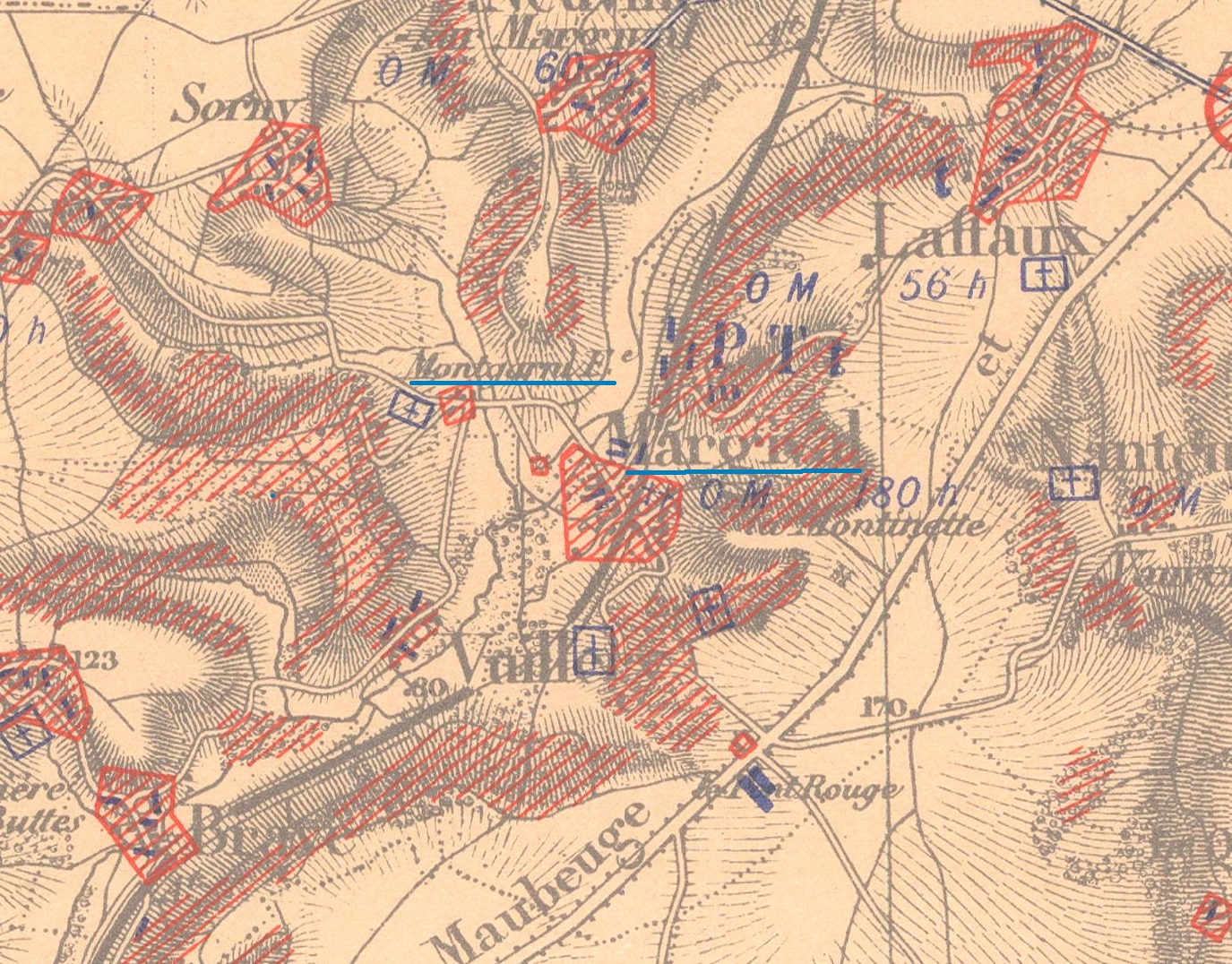
Carte des régions dévastées 1918.

Sur la carte de Cassini datant du milieu du XVIIIe siècle, le hameau de Montgarny est représenté.

La carte postale du 1912 montre que le domaine disposait d'une imposante villa baptisée  le saint-Georges .

Avant d'évacuer le village en mars 1917 pour se retirer sur la ligne Hindenburg, les Allemands, comme indiqué sur la carte, ont détruit le village et  Montgarny. Un cimetière militaire provisoire avait été créé à proximité.

Dans les années 1920, la ferme a été entièrement reconstruite.

Le monument est inscrit au titre des monuments historiques en 2002.